# Munna limicola
Munna limicola är en kräftdjursart som beskrevs av Sars 1866. Munna limicola ingår i släktet Munna och familjen Munnidae. Arten är reproducerande i Sverige. Inga underarter finns listade i Catalogue of Life.